# Ključavničarska ulica, Maribor
Ključavničarska ulica se nahaja v Mariboru. Najstarejše ime ulice Schlosser Gasse (Ključavničarska ulica) se prvič pojavi v 17. stoletju. Leta 1876 so jo kot podaljšek priključili Freihaus Gasse (Frajovški ulici). Leta 1899 so ji vrnili ime Schlosser Gasse, hkrati pa so Frajovško ulico podaljšali do Nagyeve ceste. Leta 1919 so ime poslovenili v Ključavničarska ulica. Po nemški okupaciji leta 1941 so jo ponovno poimenovali Schlosser Gasse . Maja 1945 ji vrnejo slovensko ime Ključavničarska ulica. Ime Ključavničarska ulica izvira iz stare ključavničarske delavnice, ki se je mnoga leta nahajala v hiši številka 3. Mariborska policija je bila leta 1869 del mestne uprave in hotel Graf (po priimku dolgoletnega nadzornika), kot so Mariborčani posmehljivo poimenovali policijski zapor mesta Maribor, je nekoč bil v hiši na vogalu Ključavničarske in Židovske ulice. Stara štirikotna stavba naj bi bila po legendi najstarejša hiša v Mariboru. Včasih se je v njej nahajal mestni zapor, nato zapor cesarsko kraljevega okrajnega sodišča, v zadnjem obdobju njenega služenja mestu pa je bila v njej vojašnica varnostne policije in nato policijski zapor mesta Maribor. Do leta 1918 je bila policija v Mariboru organ mestne občine, v obdobju stare Jugoslavije pa je postala državni organ. Do leta 1929 je imela naziv Kraljevi policijski komisariat, nato pa Predstojništvo mestne policije Maribor. Novi sedež policije je bil na Slomškovem trgu 1 (stavba je bila med 2. svetovno vojno bombardirana in porušena), policijska straža pa je še naprej ostala na Koroški cesti in policijski zapor v Ključavničarski ulici.